# Чревнодишащи
Чревнодишащите (Enteropneusta) са клас полухордови организми, включващи един разред със същото име.
Като представител от класа разглеждаме Balanoglossus claviger. Тялото му по външен вид напомня на червей и достига до дължина 3 см. Среща се в крайбрежните зони на Средиземно море. Тялото е покрито с еднослоен, цилиндричен епител и се разделя на три дяла – хоботче, шийка и трупна част. Хоботчето има яйцевидна форма. Изградено от дебела мускулатура – отвън пръстеновидна, а отвътре гладка. В основата на хоботчето се разполага устния отвор, който води в много къса глътка. Върху горната страна на глътката гръбно се намира малък пръстен, изграден от вакуолизирани клетки – notochorda (първична хорда). Шийката е мускулеста и е изградена от мускулатура, която загражда две празнини. Непосредствено зад шийката се разполага хрилната област. Зад нея заема място половата област, а зад нея се разполага чернодробната област. След нея следва абдоминалната (коремна) област.
Храносмилателната система започва с уста, водеща в къса глътка и черво, завършващо с анус. Червото в хрилната област е покрито с ресни, по които става преминаването на хранителния материал. В чернодробната област червото има много на брой жлезисти клетки. Тези жлезисти клетки се свързват и образуват чернодробната област. По-нататък червото не показва особености.
Дихателна система. Изпълнява се от хрилната област на червото. Кръвоносната система е представена от два големи кръвоносни съда – един гръбен и един коремен. Гръбният кръвоносен съд в предната си част се свързва посредством един орган, наречен glomerulus. През него преминава кръв и се филтрува. По този начин glomerulus-а изпълнява функция на отделителен орган. Движението на кръвта се осъществява от една торбичка, която пулсира, в областта на нотохордата, но през нея не преминава кръв. Кръвта се движи, както при безгръбначните. Нервна система. Напомня тази на бодлокожите, представена е от два нервни кордона – гръбен и коремен. Гръбният кордон продължава в хоботчето, като в областта на шийката се отделя от епидермиса, на това място се заражда канал – neurocoel. Тази част от нервната система може да се разглежда, като централна нервна система. Към задния край на шийката гръбния и коремния кордон се свързват. Сетивни органи липсват. Отделителните функции се изпълняват от glomerulus-а.
Полова система. Разделно полови Двата пола често се различават по външния си вид. Оплождането е външно, като развитието на яйцето е непряко. След оплождането на яйцето се развива ларва.

## Класификация
Клас Чревнодишащи
- Семейство Harrimaniidae
- Семейство Protoglossidae
- Семейство Ptychoderidae
- Семейство Saxipendiidae
- Семейство Spengelidae
- Семейство Torquaratoridae